# 大窩口工廠大廈

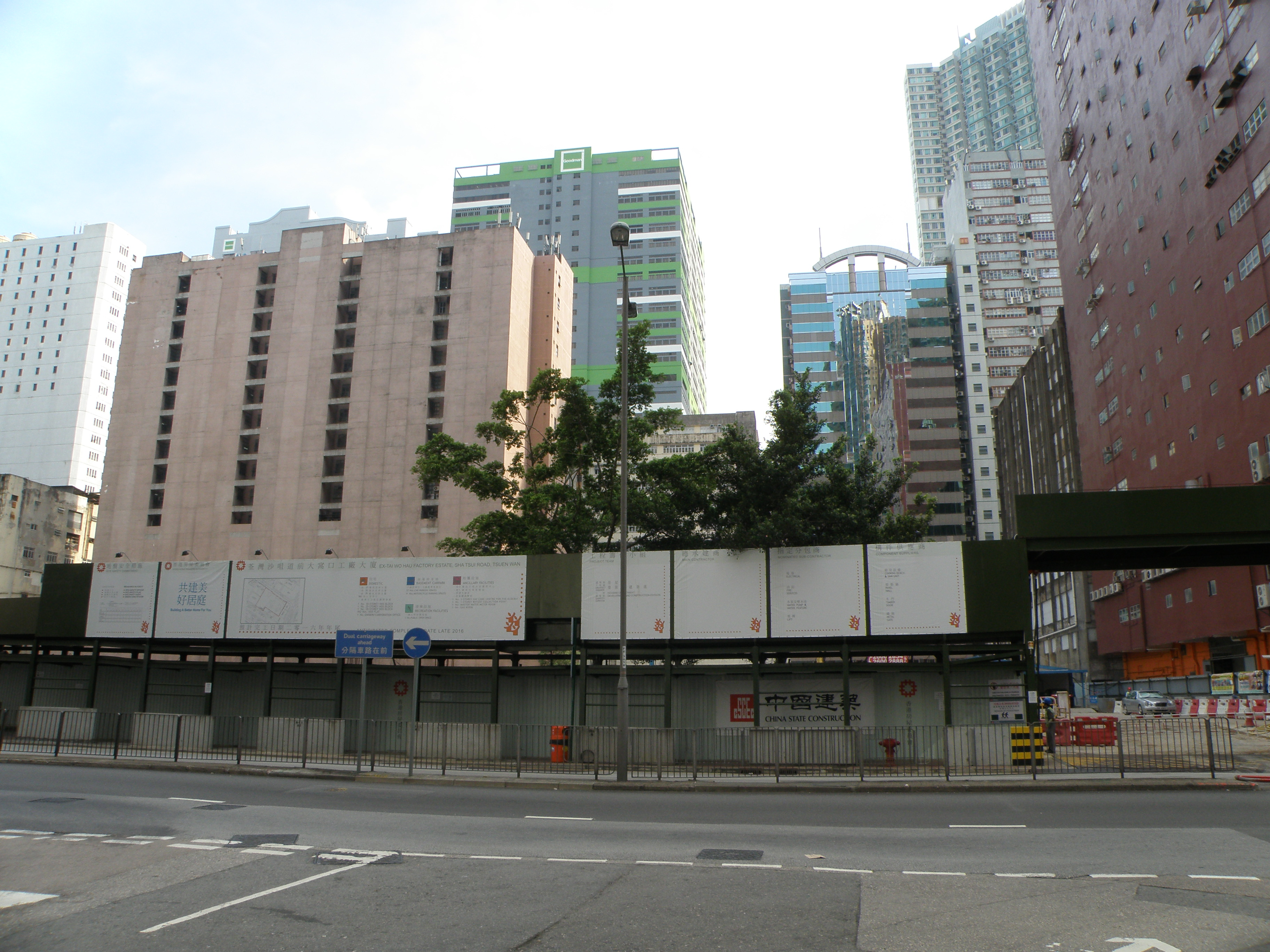
大窩口工廠大廈拆卸後的原址（2014年），之後成為尚翠苑的建築地盤，2017年落成

大窩口工廠大廈（英語：Tai Wo Hau Factory Estate），是位於香港新界荃灣區沙咀道的一個徙置工廠大廈，鄰近葵青區大窩口邨，由前徙置事務處在1961年至1966年間興建而成，並於1973年起由香港房屋委員會接手管理。該工廠大廈佔地約1.4公頃，有三座四至七層高大廈，提供逾千個單位。由於房委會認為設施老舊，空置率高，加上沒有升降機及維修成本較高，於是在2005年4月宣佈清拆該工廠大廈，2007年5月收回所有單位後到翌年拆卸。地皮隨後成為臨時停車場，政府曾經計劃在那裡興建「限呎地」私人樓宇，後來再改為居者有其屋計劃用地並開始建設，屋苑已於2017年6月底落成，是為尚翠苑。

## 簡介
大窩口工廠大廈曾稱為「大窩口徙置工廠大廈」，由三座無升降機及獨立廁所的大廈組成，在1961年至1966年間興建。該工廠大廈佔地約1.4公頃，有三座四至七層高大廈，共有1,035個面積約18或24平方公尺的單位，總樓面面積為2.19萬平方公尺。當時政府為配合徙置計劃，而收回大部份寮屋區及平房區土地及清拆，同時工務司署受徙置事務處委託興建工廠大廈，用以安置受影響之廠戶。
雖然該廈名稱包含「大窩口」，但並非位於大窩口徙置區（大窩口邨）範圍，而是在沙咀道的工業區內，因此如要從那裡直接前往大窩口邨，則需要經過德士古道及走上斜路才能到達。三座大廈中，第一座是H型工廈，外型上與第一型（H型）徙置大廈十分相似，而第二及三座為長條型，採用近似第二型徙置大廈的版本而建。至於第一及二座位於廠房區域的東邊，與沙咀道橫向並行，而第三座則直向置於前兩者的西邊。1973年4月1日，香港房屋委員會成立，所有工廠大廈均轉由房委會管理。
| 樓宇座號 | 落成年份 | 拆卸年份 | 層數 | 重建後原地所屬的樓宇      |
| -------- | -------- | -------- | ---- | ------------------------- |
| 第一座   | 1961年   | 2008年   | 5    | 尚翠苑翠河閣 尚翠苑翠庭閣 |
| 第二座   | 1962年   | 2008年   | 4    | 尚翠苑翠河閣 尚翠苑翠庭閣 |
| 第三座   | 1966年   | 2008年   | 7    | 尚翠苑翠湖閣              |

## 現況
房委會曾在1989年檢討其轄下工廠大廈的情況，決議長遠逐步減持工廠大廈單位，以集中發展公共房屋，於是房委會在1990年代起開始清拆舊式工廠大廈以作重建。房委會到2000年11月推行「提早退租計劃」，鼓勵包含大窩口等舊式工廠大廈的租戶自願終止租約，房委會也在2001年9月停止出租該類單位，直至2005年3月尾，大窩口工廠大廈有55%租戶參與提早退租計劃，房委會也收回約半數的單位及租約。由於房委會認為設施老舊，推行「提早退租計劃」後空置率高，加上沒有升降機及維修成本較高，於是在2005年4月宣佈清拆該工廠大廈，並安排受影響租戶競投其他工廠大廈單位，最初計劃2006年10月尾收回，及後延遲兩次。2007年5月，最後一名不滿賠償不足的租戶被當局帶走，房委會完成收回所有單位及封閉大廈，到翌年招標拆卸。
拆除後，地皮成為臨時停車場，香港城市規劃委員會亦將地皮原來的工業用途改劃為「綜合發展區（二）」，將發展為「限呎地」私人樓宇。不過規劃署在2011年10月修訂規劃大綱擬稿，擬作新居者有其屋計劃選址。房委會在2012年10月正式向城規會申請，將地皮用作興建新居屋，使項目發展計劃首次曝光。隨著2014年12月新居屋的推出，該地開始建設及發售，屋苑已於2017年6月底落成，是為荃灣區首個居屋項目尚翠苑。

## 外部連結
- 工廠大廈（页面存档备份，存于），香港房屋委員會